# Cleora manitoba
Cleora manitoba är en fjärilsart som beskrevs av Grossbeck 1911. Cleora manitoba ingår i släktet Cleora och familjen mätare. Inga underarter finns listade i Catalogue of Life.